# Bernard Garbutt
Charles Bernard Garbutt (25 août 1900, Ontario, Canada - 17 mars 1975, Los Angeles, Californie, États-Unis) est un illustrateur et animateur canadien ayant travaillé entre autres pour les studios Disney.

## Filmographie
- 1937 : Blanche-Neige et les Sept Nains
- 1938 : Symphonie d'une cour de ferme
- 1942 : Bambi
- 1946 : Bathing Buddies